# Проттес
Проттес (нем. Prottes) — ярмарочная коммуна (нем. Marktgemeinde) в Австрии, в федеральной земле Нижняя Австрия.
Входит в состав округа Гензерндорф. Население составляет 1314 человек (на 31 декабря 2005 года). Занимает площадь 13,7 км². Официальный код — 30848.

## Политическая ситуация
Бургомистр коммуны — Христа Айхингер по результатам выборов 2005 года.
Совет представителей коммуны (нем. Gemeinderat) состоит из 19 мест.
- АНП занимает 14 мест.
- СДПА занимает 5 мест.